# Isidor Aschheim

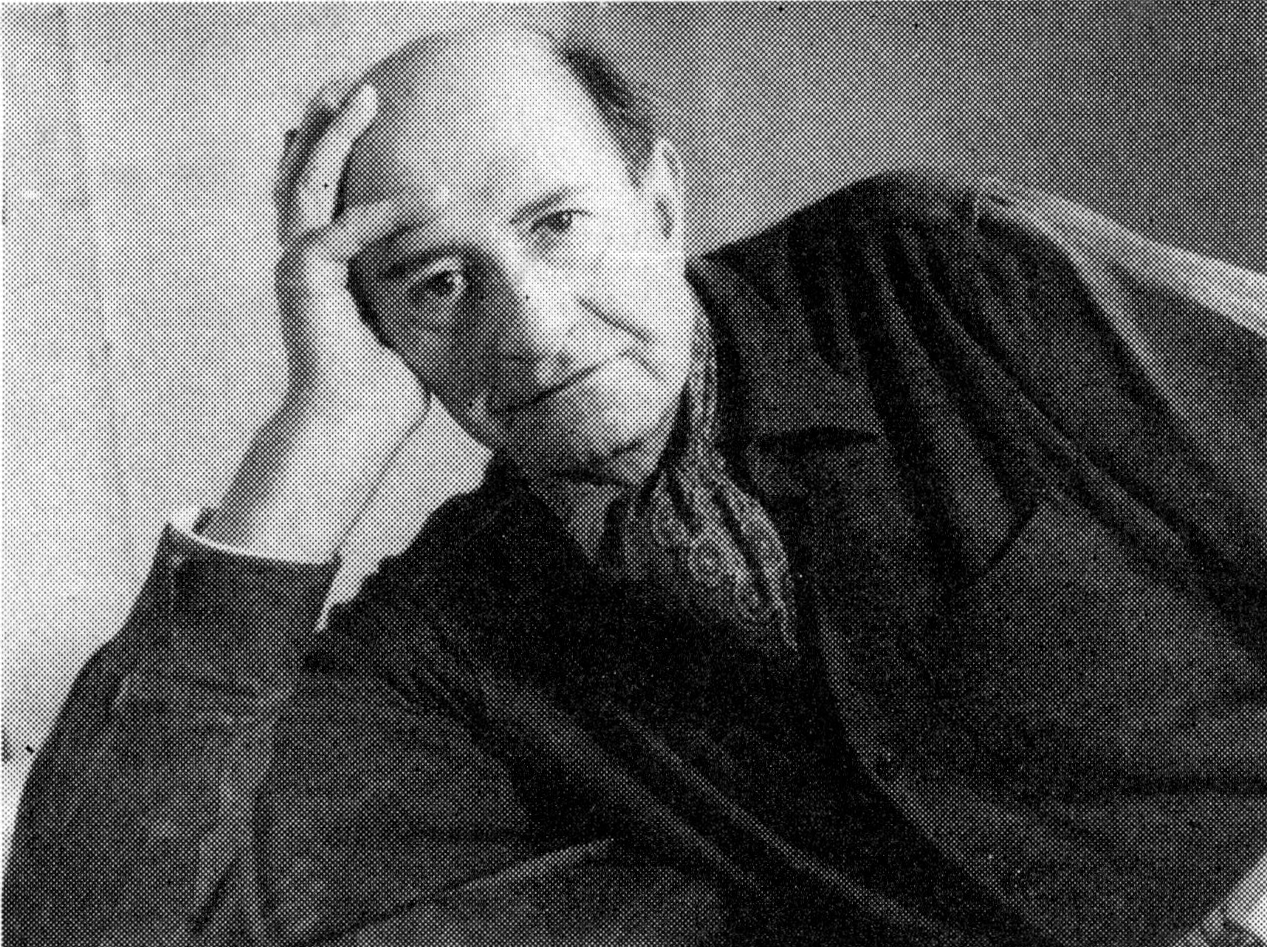
Alfred Bernheim: Isidor Aschheim, vor 1962

Isidor Aschheim, auch Isidor Ascheim, (geboren 14. Oktober 1891 in Margonin, Deutsches Reich; gestorben 19. Mai 1968 in Jerusalem) war ein deutsch-israelischer Maler und Grafiker.

## Leben
Aschheim, Spross einer orthodoxen jüdischen Familie, studierte von 1919 bis 1923 an der Breslauer Kunstakademie bei Fryderyk Pautsch und dem Expressionisten Otto Mueller. 1925 wurde er Mitglied des Schlesischen Künstlerbundes, innerhalb dessen er auch der Gruppe 1922 angehörte. Er unternahm Studienreisen u. a. nach Frankreich.
1933 erhielt er Arbeits- und Ausstellungsverbot, und 1937 wurden in der Nazi-Aktion „Entartete Kunst“ nachweislich zehn seiner Bilder aus der Kunstsammlung der Stadt Breslau und dem Schlesischen Museum der Bildenden Künste Breslau beschlagnahmt. Die meisten wurden zerstört.
1939 entschloss Aschheim sich zur Emigration nach Palästina. 1943 wurde er Lehrer an der Bezalel Academy of Arts and Design in Jerusalem, deren Direktor er später auch war.

## 1937 als "entartet" beschlagnahmte Bilder Aschheims

### Tafelbilder
- Dorflandschaft (Öl; zerstört)
- Hafenbild (Öl; zerstört)
- Cameret-Stadt (Öl)
- Cereste (Öl)
- Landschaft mit Beet (Öl)

### Aquarelle
- Cameret Stadt (zerstört)
- Dorf (zerstört)
- Landhaus (zerstört)

### Andere Techniken
- Sich bückende Frau im Freien (Pastell, 1920; zerstört)
- Landschaft (Zeichnung; zerstört)

## Weitere Arbeiten
- Max Hermann Neiße (Zeichnung; veröffentlicht in „Die neue Bücherschau“, Band 6.1928, H. 7/8)[2]

## Ausstellungen (Auswahl)
- 1957: Tel Aviv, Tel Aviv Museum (Lithografien)
- 1964: Berlin, Kunstkabinett des Kunstamts Charlottenburg („Schlesische Malerei vom 18. Jahrhundert bis zur Gegenwart“)
- 1966: Jerusalem, Muzeon Yiśraʾel
- 1968: Berlin, Kunstkabinett des Kunstamts Charlottenburg (Handzeichnungen und Graphik)
- 1994: Naharya, Städtisches Museum (Jacob Steinhardt, Heinrich Tischler, Isidor Aschheim. Three artists of Jewish graphic art)
- 2013: Wroclaw: Muzeum Miejskie Wrocławia („Breslauer Kunst, 1850-1945 in der Galerie des Städtischen Museums Breslau“)